# Jul, jul, strålande jul
Jul, jul, strålande jul ("Natale, Natale, magnifico Natale") è un tradizionale canto natalizio svedese, scritto da Edvard Evers (1853-1919; autore delle parole) e da Gustaf Nordquist (1886-1949; autore delle musiche nel 1921).
La prima incisione discografica fu dello Strandbergs kvartett del 1924.

## Testo
Il testo descrive le meraviglie della stagione natalizia, che si caratterizza per i boschi imbiancati, le luci scintillanti, gli addobbi, i canti, ecc.:
Jul, jul, strålande jul, glans över vita skogar,

himmelens kronor med gnistrande ljus,

glimmande bågar i alla Guds hus,

psalm som är sjungen från tid till tid,

eviga längtan till ljus och frid!

Jul, jul, strålande jul, glans över vita skogar!

Kom, kom, signade jul! Sänk dina vita vingar

över stridernas blod och larm,

över all suckan ur människobarm,

över de släkten som gå till ro,

över de ungas dagande bo!

Kom, kom, signade jul, sänk dina vita vingar!

## Versioni discografiche
Tra gli interpreti che hanno inciso il brano, figurano, tra gli altri (in ordine alfabetico):
- Ainbusk (nell'album I midvintertid - En jul på Gotland del 2001)[6]
- Anki Bagger
- Susanne Bertlin
- Carola  (nell'album I denna natt blir världen ny (Jul i Betlehem II) del 2007)
- Cockis
- Amy Diamond (nell'album En helt ny jul del 2008)[7]
- Gunstein Draugedalen
- Orphei Drängar
- Anders Ekborg
- Rita Eriksen
- Göteborgs Domkyrkas Gosskör
- Håkan Hagegård (nell'album Aftonsång och julespalm del 1976)[8]
- Åsa Jinder
- Peter Jöback (nell'album En god jul och ett gott nytt år del 2006)[9]
- Sofia Karlsson
- Sissel Kyrkjebø & Odd Nordstoga
- Tommy Körberg
- Göran Lindberg  e Thorleifs
- Anna-Lena Löfgren & Artur Erikson (nell'album Jul, jul, strålande jul! del 1969)[10]
- Jan Malmsjö
- Michael Michailoff
- Cyndee Peters
- The Real Group
- Sanna, Shirley, Sonja (nell'album Vår jul del 2010)[11]
- Danny Saucedo
- Christer Sjögren
- Ital Skurk
- Stockholms Studentsångare
- Robin Strandlund
- Strandbergs kvartett
- Georg "Jojje" Wadenius
- Ingvar Wixell (nell'album Jul, jul, strålande jul! del 1964)[12]